# Fred Lawrence
Fred Lawrence, cuyo nombre completo era Frederick William Lawrence (Birmingham, 18 de junio de 1887-Birmingham, 4 de enero de 1964), fue un jugador de billar inglés y snooker inglés.

## Biografía
Nació en la ciudad inglesa de Birmingham el 18 de junio de 1887. Jugó tanto al billar inglés como al snooker. Fue subcampeón del Campeonato Mundial de Snooker de 1928, en cuya final cayó derrotado (13-16) ante Joe Davis. Falleció en su ciudad natal el 4 de enero de 1964.